# مجاراة الخصم
مجاراة الخصم هي مجاراة الخصم ليعثر بأن يسلّم بعض مقدمات حيث يراد تبكيته وإلزامه، كقوله تعالى ﴿قالُوا إِنْ أَنْتُمْ إِلَّا بَشَرٌ مِثْلُنا تُرِيدُونَ أَنْ تَصُدُّونا عَمَّا كانَ يَعْبُدُ آباؤُنا فَأْتُونا بِسُلْطانٍ مُبِينٍ، قالَتْ لَهُمْ رُسُلُهُمْ إِنْ نَحْنُ إِلَّا بَشَرٌ مِثْلُكُمْ﴾ (الآية). فقولهم ﴿إن نحن إلّا بشر مثلكم فيه﴾ اعتراف الرّسل بكونهم مقصورين على البشرية فكأنهم سلّموا انتفاء الرسالة عنه وليس مرادا، بل هو من مجاراة الخصم ليعثر، فكأنّهم قالوا ما ادعيتم من كوننا بشرا حقّ لا ننكره، ولكن هذا لا ينافي أن يمنّ الله تعالى علينا. والمجاراة بمعنى الجري معا، ووجه التسمية أظهر.